# Duniłowicze (leśniczówka)
Duniłowicze – dawna leśniczówka. Siedziba Nadleśnictwa Duniłowicze. Tereny, na których leżą, znajdują się obecnie na Białorusi, w obwodzie witebskim, w rejonie postawskim, w sielsowiecie Duniłowicze.

## Historia
W dwudziestoleciu międzywojennym leśniczówka leżała w Polsce, w województwie wileńskim, w powiecie duniłowickim (od 1926 postawskim), w gminie Duniłowicze.
W 1931 w 1 domu zamieszkiwały 3 osoby.